# Chamaeleo arabicus
Chamaeleo arabicus е вид влечуго от семейство Хамелеонови (Chamaeleonidae). Видът не е застрашен от изчезване.

## Разпространение и местообитание
Разпространен е в Йемен и Оман.
Обитава гористи местности, градини, ливади, храсталаци и плантации.